# Ernst von Hohnhorst
Ernst Friedrich Ludwig von Hohnhorst (* 18. Mai 1865 in Fallingbostel; † 1. Mai 1940 in Hannover) war ein deutscher Generalleutnant.

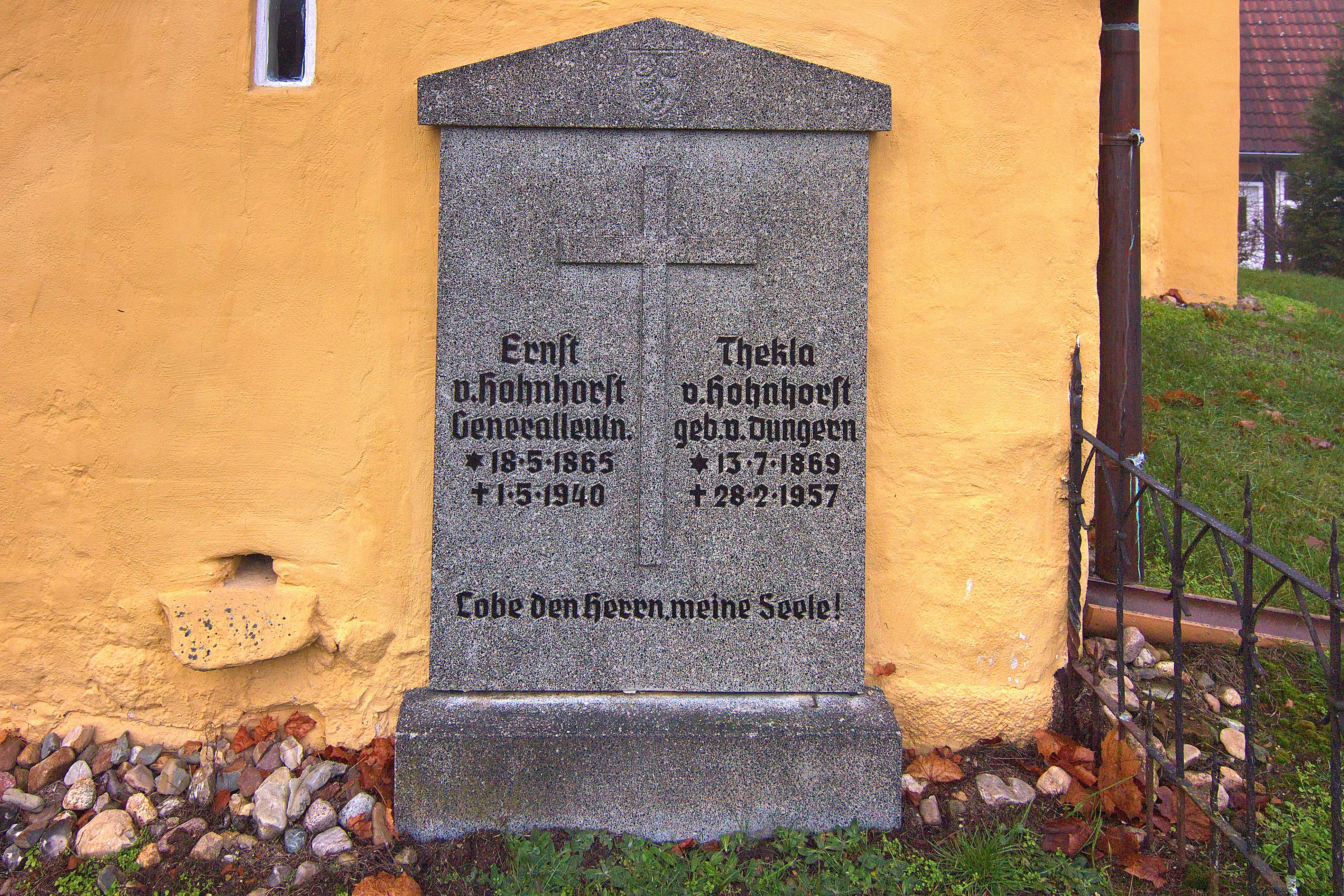
Grabstein in Eldingen

## Leben

### Herkunft
Ernst war ein Sohn des preußischen Landrats Bruno von Hohnhorst (1822–1886) und dessen Ehefrau Eleonore, geborene Freiin von Vincke (1831–1906). Der spätere Landrat des Kreises Dramburg Günther von Hohnhorst (1863–1936) war sein älterer Bruder.

### Militärkarriere
Hohnhorst wurde nach seiner Erziehung im Kadettenkorps am 15. April 1884 als charakterisierter Portepeefähnrich dem 1. Westfälischen Infanterie-Regiment Nr. 13 der Preußischen Armee überwiesen und avancierte bis Mitte September 1885 zum Sekondeleutnant. Nach Kommandierungen als Erzieher bei den Kadettenhäusern in Kulm, Köslin und Karlsruhe kehrte er mit der Versetzung in das Füsilier-Regiment „General-Feldmarschall Prinz Albrecht von Preußen“ (Hannoversches) Nr. 73 am 1. April 1894 als Premierleutnant in den Truppendienst zurück. Ende Januar 1900 stieg Hohnhorst zum Hauptmann und Kompaniechef auf. Unter Beförderung zum Major wurde er am 27. Januar 1912 zunächst dem Stab aggregiert, Anfang Oktober 1912 einrangiert und ein Jahr später zum Kommandeur des I. Bataillons ernannt.
In dieser Eigenschaft nahm Hohnhorst mit Beginn des Ersten Weltkriegs im Verbund der 19. Infanterie-Division am Einmarsch in das neutrale Belgien teil, kämpfte bei Lüttich und an der Sambre. Während der Schlacht bei St. Quentin wurde er am 29. August 1914 bei Mont-d’Origny schwer verwundet und war erst Ende Dezember 1914 wieder dienstfähig. Er kehrte daraufhin zu seinem Bataillon zurück, das zu diesem Zeitpunkt in Stellungskämpfen an der Aisne lag. Am 24. Februar 1915 wurde Hohnhorst zum Kommandeur des Oldenburgischen Infanterie-Regiments Nr. 91 ernannt. Nach Stellungskämpfen um Reims bei Brimont-Loivre verlegte sein Verband Ende April 1915 an die Ostfront und beteiligte sich bei der 11. Armee unter Mackensen an der Durchbruchsschlacht bei Gorlice-Tarnów und den Verfolgungskämpfen bis zum San. Daran schloss sich Kämpfe um Lubaczów, Lemberg, Krasnystaw, Biskupice, Wieprz bis zum Bug und der Jasselda an. Im Wald bei Bialystok stehend erhielt das Regiment Anfang September 1915 den Rückverlegungsbefehl an die Westfront.
Dort war es zunächst in die Herbstschlacht in der Champagne eingebunden und lag anschließend in Stellungskämpfen am Chemin des Dames, bei Ailles, Hurtebise-Ferme und Craonne. Kurzzeitig nahm das Regiment im Juni 1916 an der Abwehr der Brussilow-Offensive an der Ostfront teil und kehrte im November wieder in den Westen zurück. Während der Ruhe- und Ausbildungszeit hinter der Front bei Hirson wurde Hohnhorst am 27. Januar 1917 zum Oberstleutnant befördert. In der Frühjahrsschlacht an der Aisne konnte er im April/Mai 1917 seine Stellungen bei Brimont gegen französische Angriffe halten. Nachdem man ihn bereits mit beiden Klassen des Eisernen Kreuzes ausgezeichnet hatte, erhielt er dafür das Ritterkreuz des Königlichen Hausorden von Hohenzollern mit Schwertern. Nach weiteren Stellungskämpfen bei Reims und in der Champagne folgte der Einsatz in der Abwehrschlacht bei Verdun und auf der Höhe 344 bis Februar 1918. Zur Vorbereitung auf die Deutsche Frühjahrsoffensive wurde sein Regiment anschließend aus der Front gezogen und verlegte südwestlich von Maubeuge.
Bei der 17. Armee führte Hohnhorst sein Regiment während der am 21. März 1918 beginnenden Großen Schlacht in Frankreich in den Kämpfen zwischen Gouzeaucourt-Vermand und kam nach dem Übergang über die Somme in Verfolgung englischer Truppen erst bei Villers-Carbonnel zum Stehen. Die Offensive ging daraufhin wieder in den Stellungskrieg über und für sein Wirken reichte ihn sein Divisionskommandeur Walter von Hülsen zur Verleihung des Ordens Pour le Mérite ein, der Hohnhorst am 6. Mai 1918 anlässlich einer Truppenbesichtigung durch Generalfeldmarschall Paul von Hindenburg überreicht wurde. Nach weiteren Stellungskämpfen und einer vierwöchigen Ausbildungszeit bei Caudry beteiligte sich das Regiment an der Schlacht bei Noyon, in deren Verlauf er verwundet wurde. Kurzzeitig zur Auffrischung und Erholung nach Lothringen verlegt, kam das Regiment wieder in die Gegend von Reims, kämpfte an der Vesle und befand sich bis Kriegsende in ständigen Abwehr- und Rückzugskämpfen.
Nach dem Waffenstillstand von Compiègne führte Hohnhorst sein Regiment in die Garnison nach Oldenburg zurück. Er gab am 18. Januar 1919 das Kommando ab und führte bis Mitte September 1919 das Füsilier-Regiment „General-Feldmarschall Prinz Albrecht von Preußen“ (Hannoversches) Nr. 73. Zum 1. Oktober 1919 wurde Hohnhorst in die Vorläufige Reichswehr übernommen und beim Stab des Reichswehr-Infanterie-Regiments 19 verwendet. Am 1. Mai 1920 erfolgte seine Ernennung zum Kommandanten des Truppenübungsplatzes Ohrdruf und in dieser Stellung avancierte er am 16. Juni 1920 zum Oberst. Unter Verleihung des Charakters als Generalmajor schied Hohnhorst am 31. März 1923 aus dem aktiven Militärdienst.
Anlässlich des sogenannten Tannenbergtags wurde ihm am 27. August 1939 der Charakter als Generalleutnant verliehen.

### Familie
Hohnhorst hatte sich am 7. Mai 1896 in Oberau mit Thekla Freiin von Dungern (1869–1957) verheiratet. Aus der Ehe gingen die beiden Söhne Werner Georg Friedrich (* 1897), welcher später durch den Vizeadmiral Herwarth Schmidt von Schwind adoptiert wurde und den Namen Schmidt von Schwind von Hohnhorst tragen durfte, und der spätere deutsche Konteradmiral Ludolf von Hohnhorst (1899–1978) hervor.